# Валь-Гардена

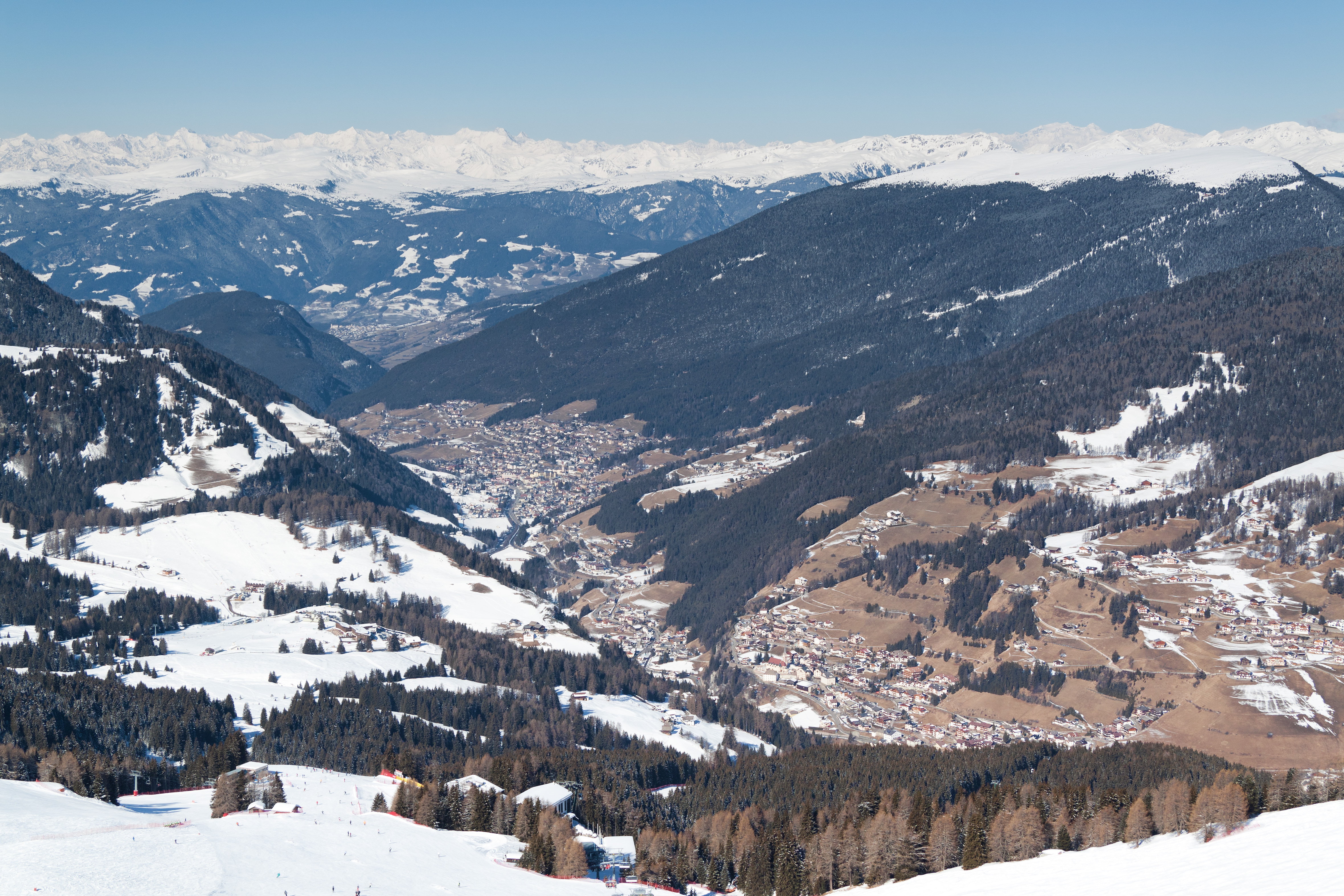
Валь-Гардена

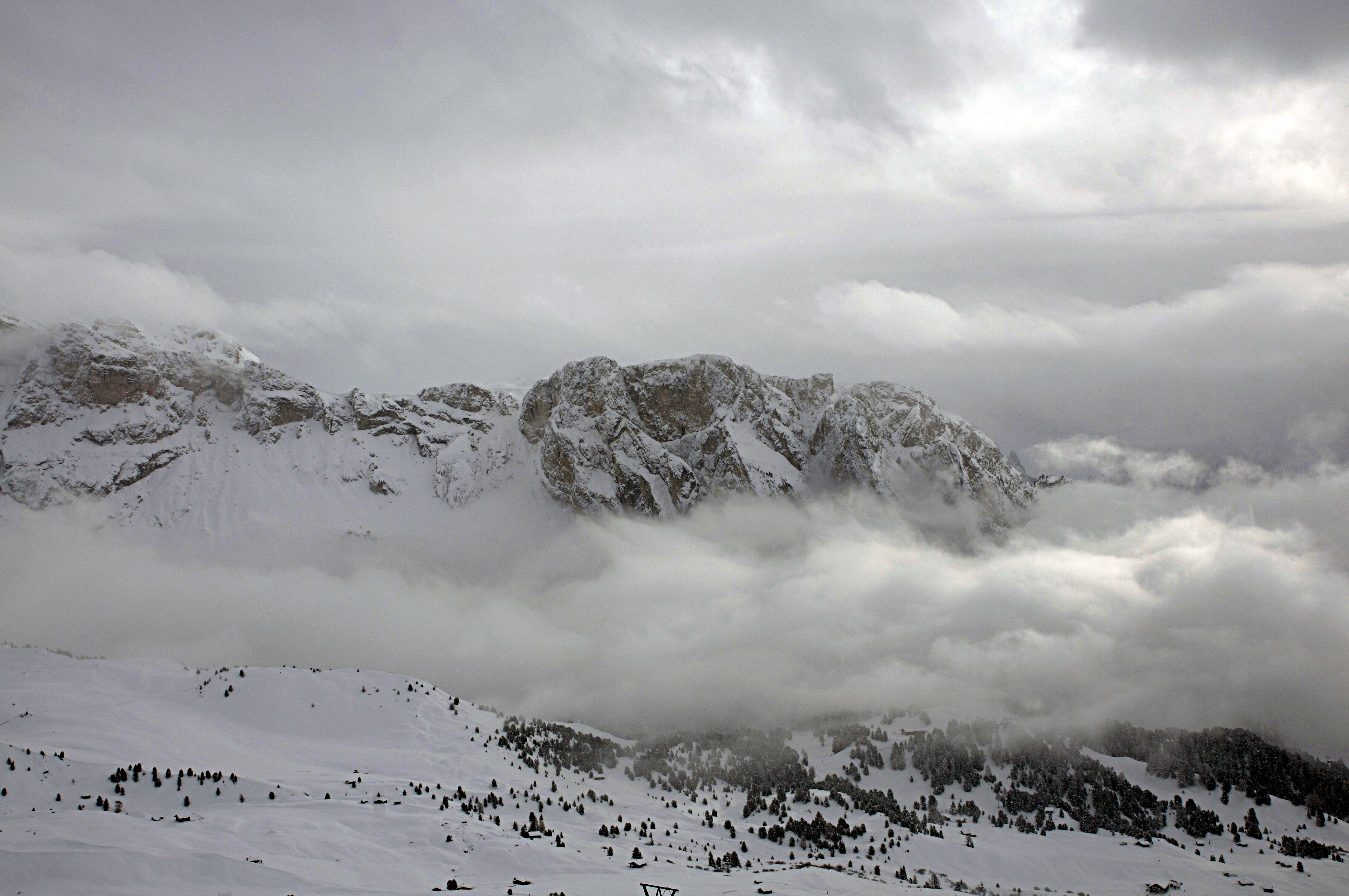
Гряда Stevia в Валь-Гардена

Валь-Гардена (итал. Val Gardena, нем. Gröden, ладинск. Gherdëina) — долина, расположенная в центре Доломитовых Альп. Знаменитый горнолыжный курорт. Зона катания Валь-Гардена состоит из трёх курортов: Ортизеи, расположенного на высоте 1 236 м; Санта Кристина — на высоте 1 428 м и Сельва Гардена — на высоте 1 536 м. Все вместе они образуют крупнейший курорт в массиве Селла Ронда с общей протяжённостью трасс 175 км. В Санта Кристине ежегодно в декабре проходит этап Кубка мира по скоростному спуску среди мужчин.
Все курорты связаны непрерывной сетью спусков и подъёмников.
Это наилучшее место для отдыха с детьми. Для тех, кому меньше 8 лет, некоторые подъёмники бесплатны.
Валь-Гардена — старые австрийские земли, вошедшие в состав Италии после Первой мировой войны. Поэтому здесь сочетаются австрийский колорит и некоторые итальянские традиции. Менталитет у населения австрийский. Названия улиц, городков до сих пор пишутся на двух или трёх языках, а коренные жители говорят на ладинском языке. Ладинский язык - это слегка изменённый романшский язык (ретороманский), на котором говорят в швейцарском кантоне Граубюнден (по-немецки) или Гриджоне (название по-итальянски) или Грижюн (название на ретороманском).

## Зоны проживания на курорте Валь-Гардена
- Ортизеи (итал. Ortisei, нем. St. Ulrich, ладинск. Urtijëi)

Курорт Ортизеи находится на высоте 1200 метров над уровнем моря. Население – 4508 человек. Курорт считается отличным местом для семейного отдыха и начинающих лыжников. 
- Санта-Кристина (итал. Santa Cristina, нем. St. Chjristina, ладинск. Santa Cristina)

Санта-Кристина – самый маленький посёлок региона. Население составляет 1741 человек. Отсюда легко добраться к трассам вершины Кол-Рейзер (2100 метров) и Чиампиной (2250 метров).
- Сельва-ди-Валь-Гардена (итал. Selva di Val Gardena, нем. Wolkenstein, ладинск. Sëlva)

Население посёлка Сельва-ди-Валь-Гардена составляет 2589 человек. Посёлок находится на высоте 1500 метров. Самое популярное место у туристов и горнолыжников, длина трасс составляет более 170 километров.

## Склоны, трассы, подъемники
Зона катания — от 1565 м до 2 454 м. Перепад высот — 889 м.
Общая протяженность маркированных трасс — 175 км. Есть освещенные трассы.
Легкие трассы — 30 %, средней сложности — 60 %, сложные — 10 %.
Количество подъемников — 81. Общая пропускная способность — 103 213 человек в час.
Сноуборд-парк.

## Спорт
В 1970 году прошел чемпионат мира по горнолыжному спорту, что резко увеличило популярность курортов долины Валь-Гардена. С тех пор здесь ежегодно проводятся этапы Кубка мира по горным лыжам. Соревнования проводятся в слаломе, гигантском слаломе, супер-гиганте, комбинации и скоростном   спуске. Трассы проложены с вершины под названием Сассолунго (итал. Sassolungo — длинный камень).

## Расстояние до ближайших аэропортов
- 365 км от аэропорта Милана
- 190 км от аэропорта Вероны
- 270 км от аэропорта Венеции
- 120 км от аэропорта Инсбрука
- 300 км от аэропорта Мюнхена

## Фотогалерея

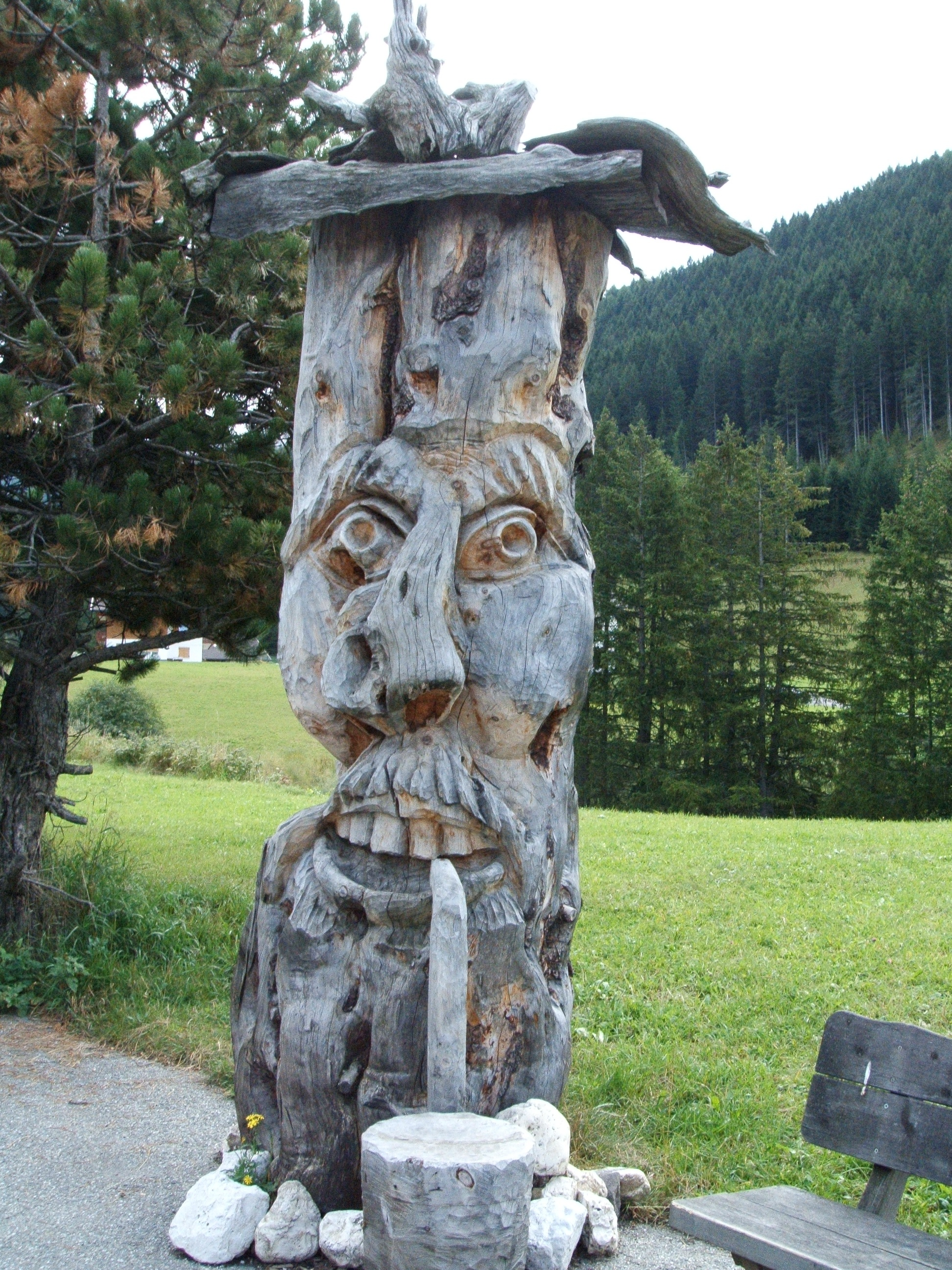
Резная фигурка в долине Валь-Гардена
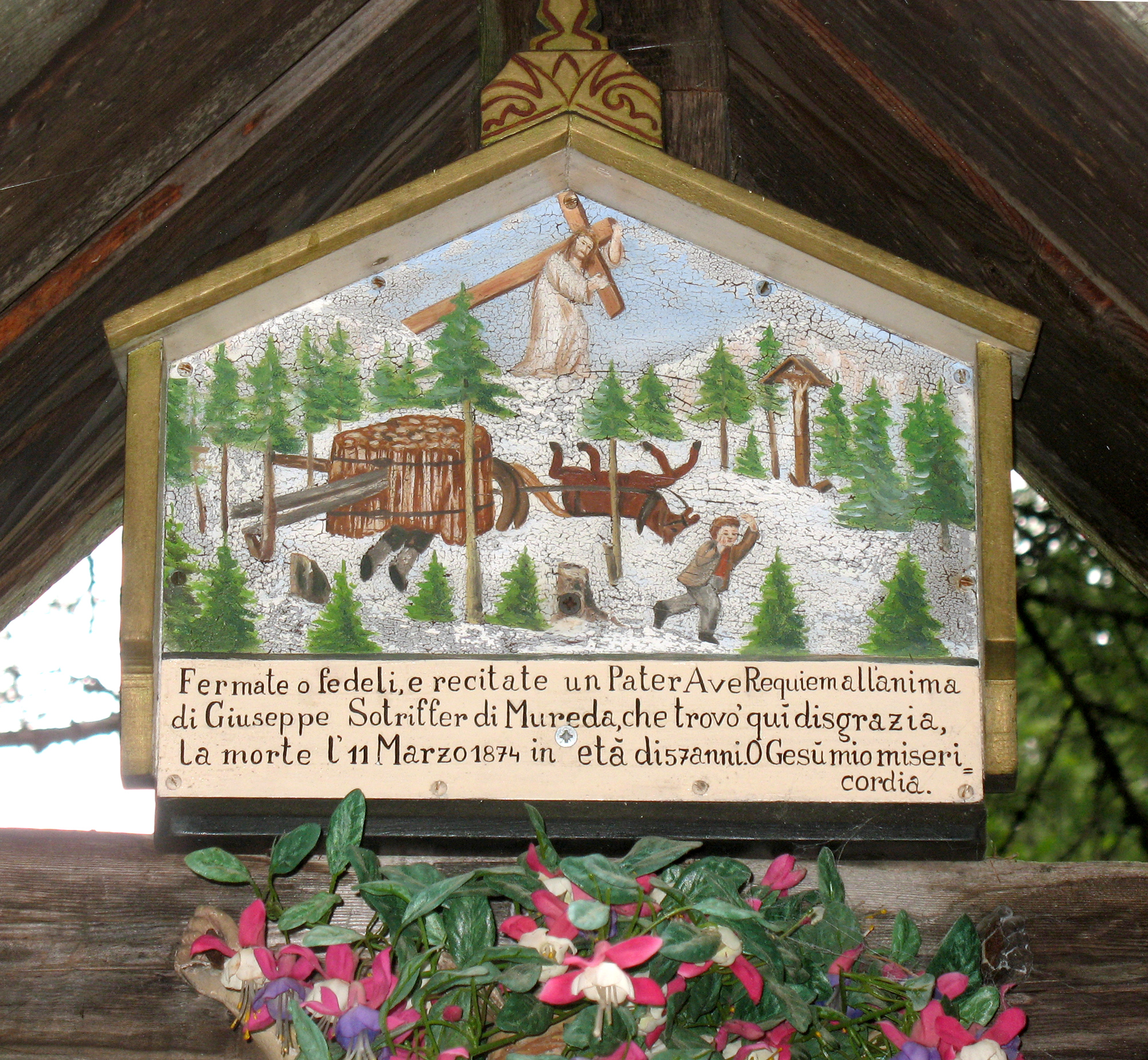
Иллюстрация несчастного случая с лесорубом в Валь-Гардене
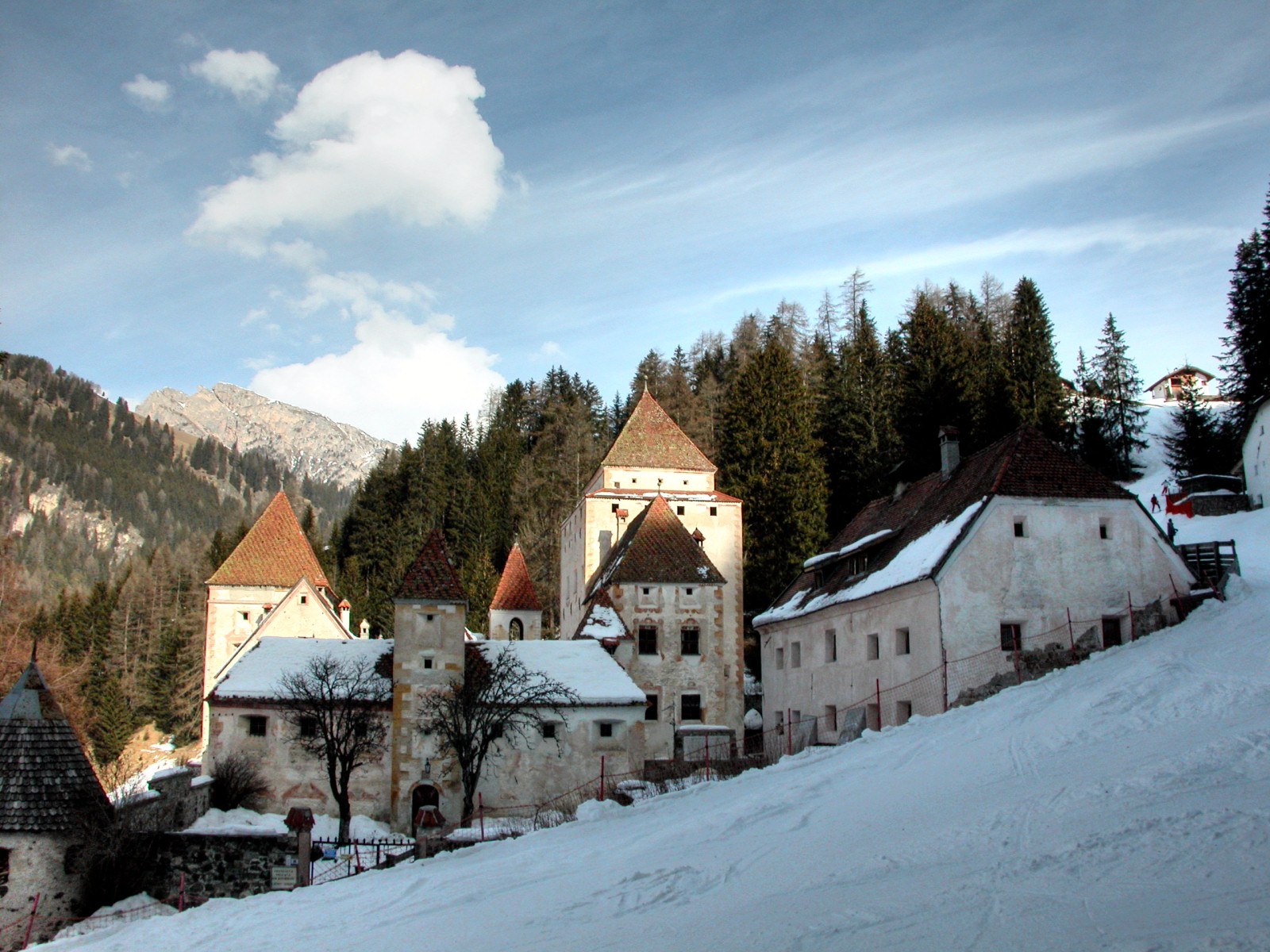
Замок Фишбург в Санта-Кристине
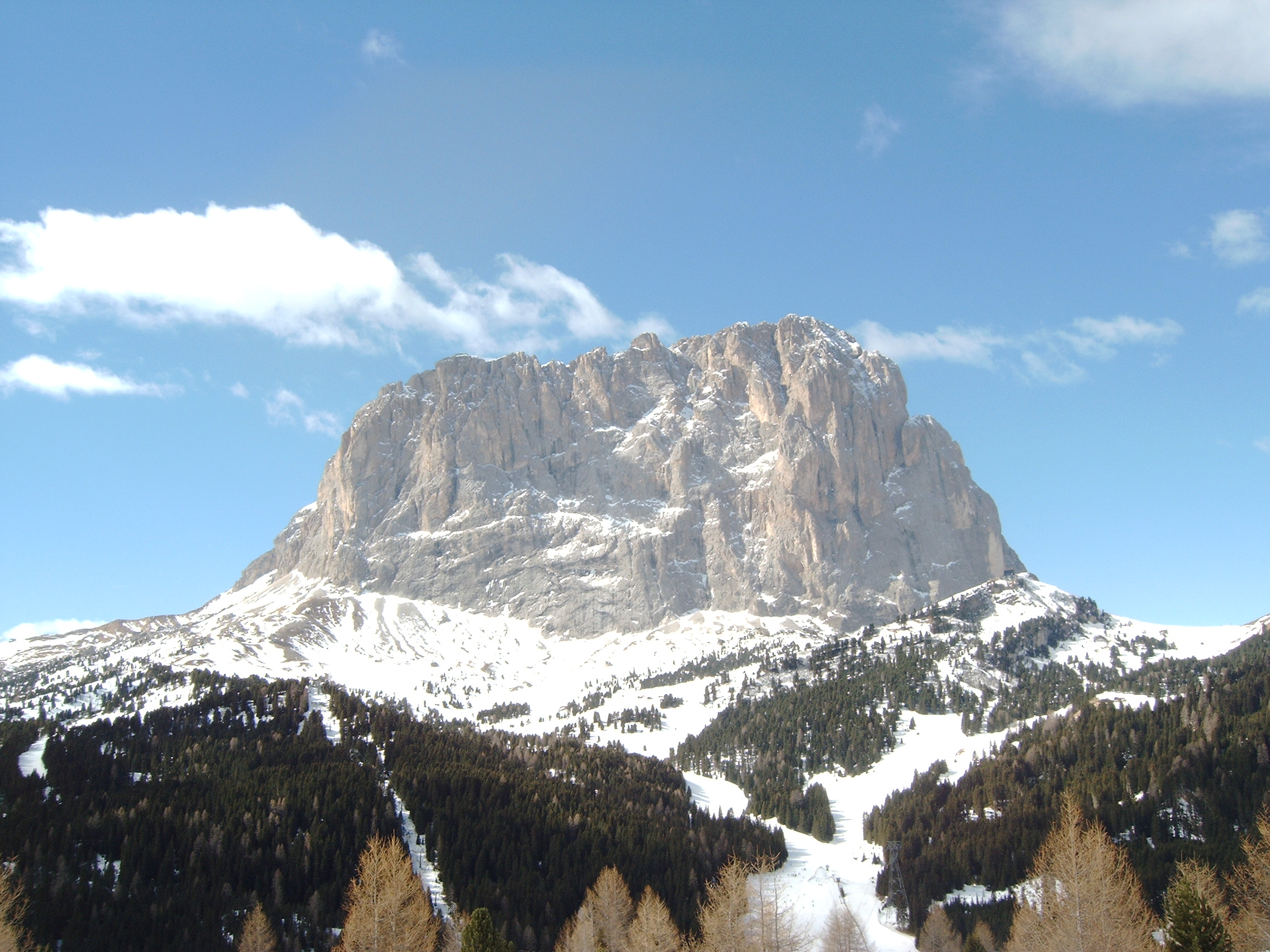
Сасслонг (Сассолунго). Высота 3181 метр.
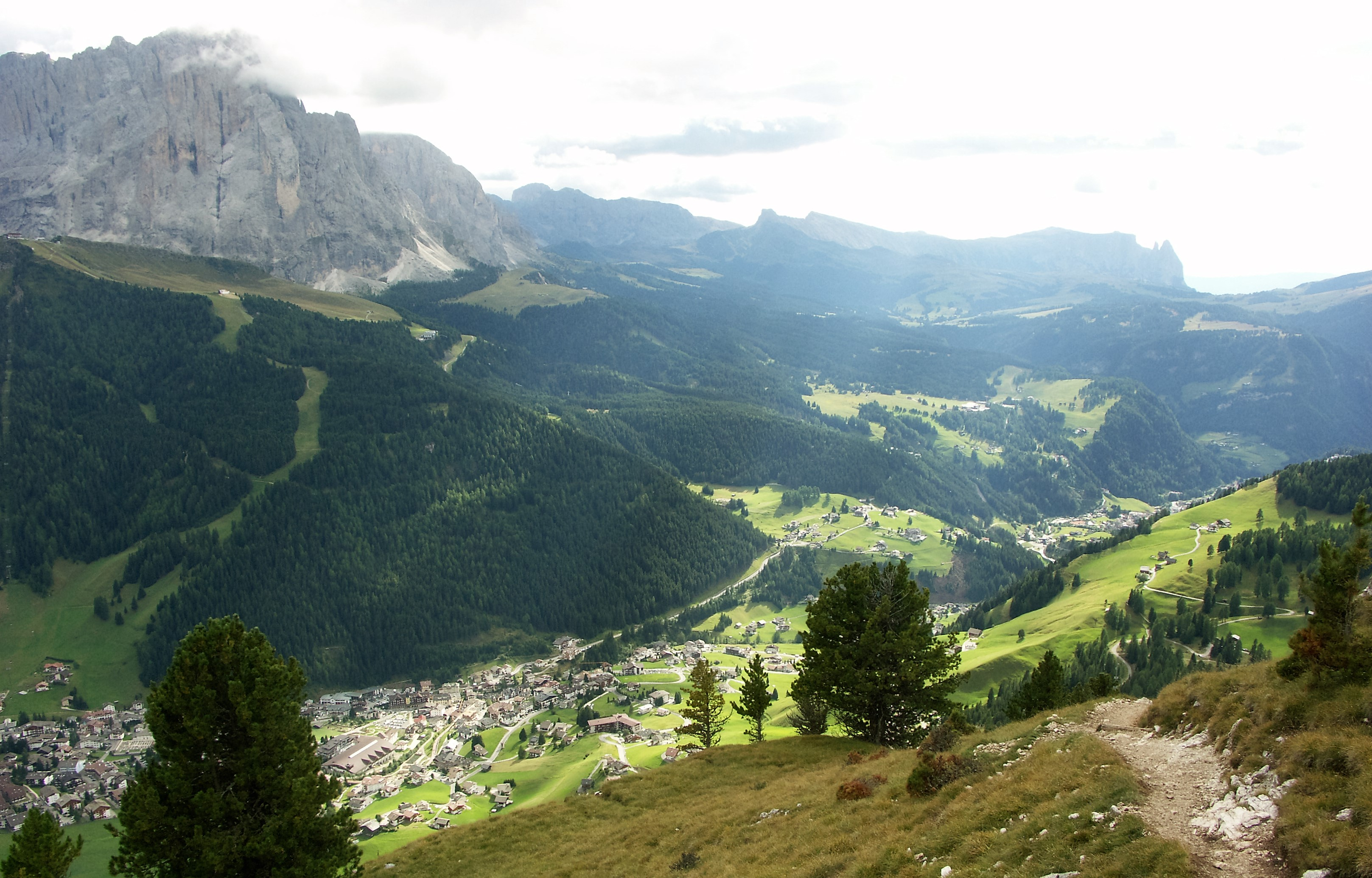
Сельва